# Mandø

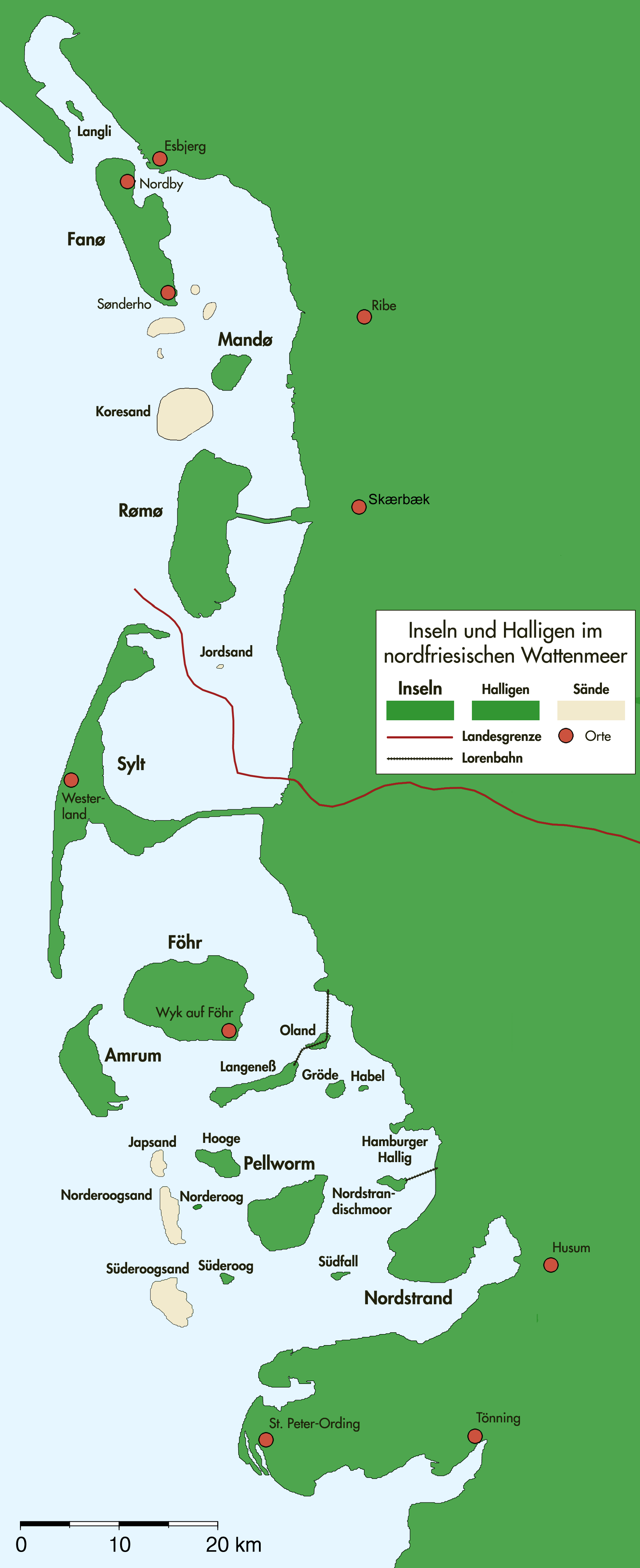
Mandø i inne Wyspy Fryzyjskie

Mandø – duńska wyspa na Morzu Północnym należąca do archipelagu Wysp Północnofryzyjskich. Jej powierzchnia wynosi 7,63 km². Dojazd do wyspy możliwy jest tylko w czasie odpływów morza (kursują tu autobusy), brak jednak grobli, łączącej ją z lądem stałym, toteż podczas przypływów można do niej dotrzeć tylko łodzią lub śmigłowcem. Mandø w roku 2017 zamieszkiwały 43 osoby. Gęstość zaludnienia wyspy wynosiła 5,64 osób/km².